# Kylverstenen
Kylverstenen, med signum G 88, är en runristad gravhäll från 400-talet e.Kr. Hällen från Stånga socken på Gotland förvaras idag på Statens historiska museum i Stockholm. Inventarienumret är 13436. 

## Gravhällen
Hällen hittades i ett järnåldertida gravfält vid gården Kylver 1903, under en utgrävning ledd av rektor Hans Hansson i Gamleby. Gravfältet omfattade en hög, ett par bautastenar och några rösen, samt tre till fyra gravkistor som låg tätt under markytan. Där nere i en kammare med fyra rum utan tak och golv, stod hällen i det mittersta utrymmet och var vänd mot en vägg i brandgravens nordöstra hörn. Gravtypen, samt ett rembeslag av brons, som återstod av det tidigare plundrade gravgodset, blev avgörande för hällens datering. 

## Inskriften
Inskriften är ristad på insidan av en kalkstenshäll som tillhört en gravkista. Den antas därför ha någon slags magisk funktion, möjligen för att binda den döde till graven. Kylverstenen är en av få runristningar där hela den urgermanska futharken är ristad, i ordningen f u þ a r k g w h n i j p e/ï R/z s t b e m l ŋ d o. Futharken anses vara världens äldsta. Utöver futharken är palindromet s u e u s inristat, (lägg märke till att s-runan har en yngre form), ett ord som antas ha magisk innebörd, men betydelsen av sueus är okänt. Ristningen ligger också till grund för Sigurd Agrells idag starkt ifrågasatta uthark-teori. 
I slutet av runraden är ett tecken som liknar en gran. "Granen" lär utan tvekan vara en T-runa försedd med sex bistavar i upprepande följd. Varje runa i den äldre runraden hade ett eget namn och runan T stod för guden Tyr. Denna runa med sexdubbla bistavar medförde, att när Tyr åkallades, förstärktes den magiska kraften hela sex gånger.
Det kan också vara så att "granen" är en lönnruna, en så kallad kvistruna, som visar hela runraden eller som ett facit till hur man läser runchiffer. 
På en lönnruna visar antalet kvistar till vänster om centerstaven dess ätt-tillhörighet och antalet kvistar till höger visar runans ordningsnummer i sin grupp. "Granen" har sex kvistar på vänster sida och åtta på den högra och visar alltså 1, 2 och 3 ätter på vänster sida och alla åtta runor i de ätterna på höger sida.
Kylverstenens futhark renritad: 

### Fotnoter
1. ↑  100 Svenska Runinskrifter, sid. 147, Åke Ohlmarks, 1978, Bokförlaget Plus, ISBN 91-7406-110-0
2. ↑  Runinskrifter i Sverige, Sven B F Jansson, sid 14, Almqvist & Wiksell Förlag AB, 1984, ISBN 91-20-07030-6